# Воинов, Александр Львович
Алекса́ндр Льво́вич Во́инов (1770—1831) — русский генерал от кавалерии, участник Наполеоновских войн.

## Биография
Александр Воинов родился в 1770 году. Десятилетним был записан в лейб-гвардии Преображенский полк; в 1781 году переведён в лейб-гвардии Конный полк и в 1785 году произведён в корнеты.
Переведённый в 1793 году в Изюмский легко-конный полк с чином подполковника, Воинов участвовал в войне с Польшей в 1794 году и за штурмы Вильны и Ковны был награждён 28 июня 1794 года орденом св. Георгия 4-й степени за № 1046
Во уважение отличного мужества, оказанного 14 июня против польских мятежников при м. Соли, где отбил пушку
23 ноября 1797 года произведён в полковники, а 18 марта 1798 года назначен командиром Ингерманландского драгунского полка, с которым принял участие в Швейцарском походе Суворова. 15 апреля 1799 года произведён в генерал-майоры и назначен шефом Стародубовского кирасирского полка.
Приняв участие в войне с Турцией в 1806—1812 годов, Воинов отличился при осаде Измаила, в 1810 году — в сражениях при Базарджике и Шумле, за что был произведён 14 июня в генерал-лейтенанты и 19 сентября был назначен начальником 12-й дивизии, с которой он отличился в 1811 году при взятии Рущука и получил 22 сентября 1811 года орден св. Георгия 3-й степени (№ 222 по списку Степанова и Григоровича)
В воздаяние отличных подвигов мужества и храбрости, оказанных в сражениях против турецких войск 20 и 22-го июня при Рущуке
В Отечественную войну 1812 года состоял в Дунайской армии, где был командиром 3-го корпуса. Принял участие в боях под Пружанами, Борисовом, Стаховым. В ходе Заграничных походов 1813—1814 годов, отличился при осаде Торна.
В 1815 году назначен командиром 3-го резервного кавалерийского корпуса, а 16 февраля 1822 года — 1-го пехотного корпуса; 12 декабря 1823 года произведён в генералы от кавалерии. 12 декабря 1824 года, по выбору великого князя Николая Павловича, назначен командиром Гвардейского корпуса. 14 декабря 1825 года Воинов несколько раз выезжал к бунтовавшим войскам для увещания их, причём Кюхельбекер выстрелил в него, но промахнулся. Пожалованный 15 декабря 1825 года в генерал-адъютанты, Воинов был назначен членом Верховного суда над декабристами.
8 ноября 1826 года командиром Гвардейского корпуса был назначен великий князь Михаил Павлович, и Воинов получил в командование 7-й корпус во 2-й армии графа Витгенштейна. В войну с Турцией 1828—1829 годов Воинов был назначен начальником всей кавалерии действующей армии, 21 июля 1828 года награждён золотой саблей с надписью «За храбрость». В 1829 году он был зачислен по гвардейской кавалерии и в 1830 году уволен в бессрочный отпуск.
Александр Львович Воинов умер в 1832 году (исключён из списков 17 октября).
Император Николай I в своих записках дал следующую характеристику Воинова: «Человек почтенный и храбрый, но ограниченных способностей, не сумевший приобрести никакого веса в своем корпусе». Ланжерон в своих воспоминаниях («Русская старина», 1910 год) называет его «хорошим, честным человеком».
Кроме двух орденов Святого Георгия Воинов имел ордена св. Анны 2-й (30 января 1807 года) и 1-й степени с алмазными знаками (25 ноября 1807 года), св. Владимира 2-й (23 ноября 1810 года) и 1-й степеней (25 июня 1828 года), св. Александра Невского (2 августа 1820 года, алмазные знаки к этому ордену пожалованы 30 августа 1828 года).